# Новополье (Саратовская область)
 Новополье — село в Татищевском районе Саратовской области в составе сельского поселения Идолгское муниципальное образование.

## География
Находится на расстоянии примерно 18 километров по прямой на северо-восток от районного центра поселка Татищево.

## История
Село основано в 1937 году.

## Население
Постоянное население составляло 53 человека в 2002 году (русские 68 %), 65 в 2010.